# フアン・ホセ・サエール
フアン・ホセ・サエール（Juan José Saer、1937年6月28日 - 2005年6月11日）は、アルゼンチンの著作家。小説12冊、短編集5冊、随筆集5冊、詩集1冊を残した。作家・文芸批評家のマルティン・コーアン(Martín Kohan)によれば、サエールは20世紀アルゼンチン文学において、ホルヘ・ルイス・ボルヘスに次いでもっとも偉大な作家である。文芸批評家のベアトリス・サルロ(Beatriz Sarlo)によれば、サエールは20世紀のアルゼンチン文学において、最も重要な作家である。

## 経歴
1937年にアルゼンチン・サンタフェ州の寒村セロディーノにシリア系移民の子として生まれる。1947年に家族とサンタフェ市へ移住し、卒業後そこで雑誌記者として働き始める。その間ウゴ・ゴラ(Hugo Gola) の指導の下に様々な作家と接触し、やがてサエールの作品に決定的な影響を与える詩人フアン・ラウレンティノ・オルテイス(Juan Laurentino Ortiz)と知り合う。
1959年にロサリオ大学哲学専攻を中退し、国立リトラル大学で映画史と映画美学を教える仕事に就き、その間創作に従事する。1960年、『領域にて』（En la zona）と題された彼の最初の短編集が出版される。1964年の『叱責』(Responso)と1966年の『逆転』(La vuelta completa)はいずれも実存主義の強い影響を受けた小説である。1965年には短編集『棒と骨』(Palo y hueso)、1967年にはやはり短編集『場の単一』(Unidad de lugar)を出版する。
1968年にヌーヴォー・ロマン研究の名目で奨学金を得てパリへ旅行し、以後フランスに定住する。その間、ビビ・カステシャロ (Bibí Castellaro)と離婚し、ロランス・グガン(Laurence Gueguen)と再婚する。サエールによると、その時代は人生の最も困難な時間だったという。前妻との間にもうけた息子へロニモ (Jerónimo Saer)との別離や、アルゼンチンの政治的状況（1976年に始まった軍事政権）がその理由である。
1971年から2002年にわたってレンヌ大学で文学を講義する。70年代、サエールは最も評価の高い作品を書く。代表作に、『傷痕』(Cicatrices)（1969年）、『見事な檸檬の木』(El limonero real)（1974年）、『ラ・マショル』(La mayor) (1976年)、『語りの芸術』(El arte de narrar)（1978年）。80年代は、実験的な作風の作品を出版する。代表作に、『誰も　何も　決して』 (Nadie nada nunca) (1980年)、『孤児』(El entenado) (1983年)、『註釈』(Glosa) (1986年)、『好機』(La ocasión)（1987年）。この作品で彼の名が知られることとなる。90年代の代表作に、『岸がない川』(El río sin orillas) (1991年)、『捜査』(La pesquisa)（1994年）、『雲』(Las nubes)（1997年）といった長編小説のほか、評論集『フィクションの概念』(El concepto de ficción)（1997年）がある。2005年に肺癌のためパリで没する。死後の2006年、『ラ・グランデ』(La grande)が出版される。

## 作風
サエールはラテンアメリカの文壇において傍観者としてあり続けた。中でも《ラテンアメリカ文学ブーム》の作家達に対しては、迎合することなく批判を行った。サエールの作風は客観主義（ヌーヴォー・ロマン）、推理小説、複数の語り手ないしは視点の使用に代表される伝統と、詩的な細心がちりばめられた散文の融合であり、その作品からは「同じ人物を違った作品に登場させる」フィクションの創造を得意としたウィリアム・フォークナーの薫陶を読み取ることができる。また脚本家の顔も持ち合わせており、同名の短編集から制作された『棒や骨』(Palo y hueso)（1968年）と『土星の歩道』(Las veredas de Saturno) (1985年) では脚本を担当した。サエールが批評家の注目を集めるのは死後のことである。
自身の作品に出てくる「土地や故郷」のテーマに関して、サエールは抽象的観念としてのナショナリズムを批判しつつ、こう述べている。
「そしてそれにもかかわらず、私たちは大部分が生まれた土地によって作られている。人間なる動物の最初の数年間が、以降の展開において決定的な役割を果たすのだ。母語は彼が自らの現象を構成するのを助ける。言語と現実はその時分から、分かち難しいものになる。言語、感覚、情愛、情動、欲動、性。そういったもので人間の祖国はできているのであり、人間は絶えずそこに戻ろうとし、どこに行こうともそれを内に抱えているのだ」

## 日本語訳
- Cicatrices [1969年] 
  - 『傷痕』大西亮訳 水声社〈フィクションのエル・ドラード〉、2017年
- El entenado [1983年]
  - 『孤児』寺尾隆吉訳 水声社〈フィクションのエル・ドラード〉、2013年
- Glosa［1986年］
  - 『グロサ』浜田和範訳 水声社〈フィクションのエル・ドラード〉、2023年